# Implenia
Implenia AG, dont le siège est à Glattpark (Opfikon) dans le canton de Zurich, est une entreprise suisse de services immobiliers et de construction, active dans le développement, le bâtiment et le génie civil en Suisse et en Allemagne. En Autriche, en France, en Suède, en Norvège et en Italie Implenia est en outre active dans la construction de tunnels et d'infrastructures connexes. Le groupe est né début 2006 de la Fusion de Bâle Batigroup Holding AG avec la Genève Zschokke Holding SA. Implenia fait partie des 500 plus grandes entreprises de Suisse.

## Histoire

### Origine
Implenia est née d'une série de fusions d'entreprises régionales de construction, mais finalement de la fusion de Batigroup et de Zschokke Holding en 2006.
Au milieu de l'année 1997, la Preiswerk Holding AG, la Schweizerische Strassenbau- und Tiefbau-Unternehmung AG (Stuag) / Stuag Holding AG et la Schmalz AG Bauunternehmung / Schmalz Holding AG ont fusionné pour former Batigroup Holding dont le siège est à Bâle. Les compétences clés de Batigroup comprenaient notamment les activités de construction classiques, dont Construction de routes, Asphalte coulé, Génie civil, Construction de tunnels et Bâtiment.
La base de la Zschokke Holding était l'entreprise créée en 1872 à Aarau par Conrad Zschokke (1842-1918), qui fut transformée en 1909 en Société anonyme Conrad Zschokke,. À la suite de rachats et de fusions, la Aktiengesellschaft Heinr. Hatt-Haller en 1982 et la Locher & Cie AG en 1997, entre autres, sont devenues des éléments de la Zschokke Holding, dont le siège social était en dernier lieu à Genève. Zschokke s'est ainsi approprié, outre le bâtiment, la planification générale, l'entreprise générale et la gestion immobilière. En raison de leurs domaines d'activité largement complémentaires, Zschokke et Batigroup ont fusionné entre 2005 et 2006 pour former Implenia,. En 2005, Batigroup employait 3444 collaborateurs et réalisait un chiffre d'affaires annuel de 921 millions de francs suisses. Au cours du même exercice, Zschokke employait 3064 personnes et avait un chiffre d'affaires de 1362 millions de CHF. La société ZB Didumos AG, créée pour prendre la place de la future entreprise, a été rebaptisée Implenia AG en 2005. Le siège de la nouvelle entreprise est devenu Zurich. En 2008, le groupe Privera a été vendu à l'entreprise romande Bugena, une société de participation de Claude Berda.

### Implenia AG
Les actions de Zschokke et de Batigroup ont été cotées à la SIX Swiss Exchange le 3 mars 2006 après la clôture du négoce décotée. La fusion a été réalisée par échange d'actions contre les nouvelles actions Implenia, le rapport de valeur ayant été fixé à 65 (Zschokke) contre 35 (Batigroup). Le premier jour de cotation des actions Implenia à la bourse suisse a été le 6 mars 2006.
En 2009, Implenia est sortie de la sphère d'influence du fonds Laxey et a rejeté l'offre de l'autrichien Strabag.
En 2010, Implenia avait racheté la société norvégienne Betonmast Anlegg, un spécialiste des infrastructures en Norvège. Depuis mars 2015, l'entreprise allemande Bilfinger Construction est également présente (rebaptisée depuis Implenia Construction), avec des activités en Allemagne, en Autriche et en Suède, fait partie du groupe. En 2016, l'acquisition de Bilfinger Hochbau a eu lieu.
Le 27 octobre 2020, Implenia a annoncé une restructuration accélérée à partir de 2021, ce qui constitue une rupture avec l'internationalisation poussée du groupe de construction pendant des années, que l'on déclare terminée. La valeur boursière a été divisée par deux au cours des deux dernières années, essentiellement en raison d'acquisitions de projets et de rachats antérieurs (comme en Suède entre 2015 et 2017). L'entreprise s'est retirée des secteurs d'activité non rentables sur certains marchés (Suède, Norvège et Roumanie) et se concentre depuis lors en grande partie sur la Suisse et l'Allemagne. Implenia y est active en tant que promoteur et gestionnaire immobilier ainsi que dans le bâtiment, le génie civil et les activités spéciales telles que la construction en bois et la technique de façade. Dans le reste de l'Europe, l'entreprise se concentre en grande partie sur la construction de tunnels, comme en Autriche, en Suède, en Norvège, en France et en Italie. Dans le cadre de cette restructuration accélérée, Implenia a annoncé le licenciement de quelque 750 personnes et la suppression de 2000 emplois à temps plein d'ici 2023. Cette transformation a été achevée de manière anticipée,.
En mai 2021, Implenia a réalisé l'acquisition de BAM Swiss AG, un prestataire de services de construction dans le secteur de la santé en Suisse, dont le siège est à Bâle. Avec cette acquisition, Implenia a repris les projets actuels de BAM Swiss AG tels que la planification et la réalisation de l'hôpital cantonal d'Aarau, le BSSE à Bâle - un bâtiment moderne de laboratoire et de recherche pour les sciences des biosystèmes et l'ingénierie, ainsi que le projet de l'hôpital Felix Platter à Bâle et un foyer d'étudiants de l'EPF à Zurich,.
En mai 2023, Implenia a racheté le leader suisse des services immobiliers Wincasa.

## Structure de l'entreprise
Le Chief Executive Officer (CEO) d'Implenia est Jens Vollmar. La direction comprend également Stefan Baumgärtner (CFO), Adrian Wyss (Division principale Buildings), Erwin Scherer (Chef de la divisions Civil Engineering), Anita Eckardt (Division principale Service Solutions), Claudia Bidwell (Directeur général Human Resources) et German Grüniger (Avocat général). Hans-Ulrich Meister est président du conseil d'administration. En 2024, l'entreprise a réalisé un chiffre d'affaires de 3,56 milliards de CHF et a employé plus de 9000 personnes. Son siège social est à Opfikon (Suisse). 

## Actionnaires
Liste des principaux actionnaires détenant plus de 13% du capital-actions en août 2024,,:
| BURU Holding AG                      | 13,73 % |
| UBS Fund Management (Switzerland) AG | 4,95 %  |
| Rudolf Maag                          | 5,41 %  |
| Dimensional Holdings Inc.            | 3,53 %  |
| Swisscanto Fondsleitung AG           | 3,01 %  |
| Fund Partners Solutions (Suisse) SA  | 3,02 %  |

## Secteurs d'activité
Les secteurs d'activité d'Implenia AG se répartissent en trois divisions: Buildings, Civil Engineering et Service Solutions.

### Buildings
La division Buildings regroupe les prestations d'Implenia en matière de conseil, de planification, de conception, d'exécution et de gestion de projets de nouvelles constructions ainsi que de modernisation d'immeubles existants en Suisse et en Allemagne. Cette division d'Implenia construit notamment depuis 2020 le nouveau bâtiment de l'hôpital cantonal d'Aarau, le campus de recherche et de développement Empa/Eawag, le campus EUREF à Düsseldorf et différents Data Center,,.
Dans ce domaine d'activité, Implenia met en œuvre ses compétences dans le développement intégré de projets immobiliers. En complément, la division développe son propre portefeuille immobilier et propose des produits immobiliers et des véhicules d'investissement. Les activités immobilières d'Implenia SA se limitent à la Suisse et à l'Allemagne. Des bâtiments à usage privé et public sont construits dans le cadre de développements de sites tels que la Lokstadt à Winterthour ou le Green Village à Genève,.
L'activité en Autriche a été vendue à Zech Bau début septembre 2021.
Les entreprises Implenia Holzbau et Implenia Fassadentechnik GmbH font partie de ce secteur d'activité.

### Civil Engineering
La division Civil Engineering comprend les activités de surface ou le génie civil, les travaux spéciaux de génie civil ainsi que la construction de tunnels en Suisse, en Allemagne, en France, en Suède, en Norvège, en Autriche et en Italie. Implenia est la seule entreprise en Europe à participer aux quatre transversales alpines actuellement en construction (le tunnel routier du Saint-Gothard, le tunnel de base du Brenner, le tunnel de base du Mont-Cenis entre Lyon et Turin ainsi que les tunnels du Semmering et du Koralm en Autriche, qui font partie d'un projet commun). En Norvège, Implenia réalise le plus long pont ferroviaire, le pont ferroviaire à double voie de Tangenvika Et a remporté en 2019, avec le consortium Avenir, deux lots du projet Grand Paris Express, le plus grand projet d'infrastructure d'Europe, dans lequel Implenia doit construire les nouveaux Métro tunnels.
La filiale d'Implenia BBV Systems GmbH est active dans ce domaine.

### Service Solutions
Dans la division Service Solutions, Implenia regroupe ses offres de niche pour le secteur de la construction sous une direction commune. Il s'agit par exemple de la construction en bois et de la technique de façade. Depuis 2021, Implenia participe par exemple en tant qu'entrepreneur général au »Projet Pi«, un immeuble en bois de 80 mètres de haut à Zoug. La structure porteuse de la maison est conçue par WaltGalmarini, avec le soutien scientifique d'Andrea Frangi, professeur de construction en bois à l'Institut de statique et de construction de l'EPF Zurich. Le projet devrait être achevé en 2024,. De même, Implenia met en œuvre la construction de l'immeuble en bois »Hochhaus Rocket« de la société Ina Invest à Winterthour. L'immeuble doit mesurer 100 mètres de haut, comporter 32 étages et 255 appartements. Il devrait être achevé et prêt à être occupé en 2026.
Les unités de la division sont notamment Building Construction Logistics GmbH, le concepteur de techniques du bâtiment Planovita et Encira. Avec le prestataire de services immobiliers Wincasa, Implenia est également active dans la gestion de biens immobiliers en Suisse.

## Projets (sélection)
- Tour de la Foire, Bâle
- Tunnel de base du Saint-Gothard, lot 360 Tunnel de Sedrun, tunnel ferroviaire avec deux tubes à voie unique (CH)[8]
- Tunnel routier du Gothard, lot principal nord, deuxième tube (CH)[8],[36]
- Tunnel de base du Semmering, lots 1.1 et 2.1 Tronçons de tunnel Gloggnitz et Fröschnitzgraben (AT)[8]
- Tunnel de base du Brenner[8]
- Centrale de Pompage-turbinage Nant de Drance, Finhaut (CH)[37],[38]
- Schorenstadt, lotissement selon la société à 2000 watts, Bâle (CH)[39]
- Pont de la Poya, construction d'un pont, Fribourg (CH)[40]
- Tunnel de base du Montcenis entre Lyon (F) et Turin (I)[41],[8]
- Grand Paris Express, lot T2C de la ligne 15 Sud (F)[31]
- Lokstadt, Zürcherstrasse à Winterthur, immeubles d'habitation et de loisirs[28]
- Green Village à Genève, immeubles d'habitation et administratifs[29]
- Euref, campus d'innovation pour le Forum européen de l'énergie à Düsseldorf[26]
- Bâtiment de recherche pour le département de biomédecine de l'Université de Bâle[27]
- Hôpital cantonal Aarau[25]
- Tunnel A7 Altona, Hambourg[42]
- Marienplatz à Darmstadt[43]
- Boknafjordtunnel en Norvège[44]

## Distinctions (sélection)
- 2012 : Real Estate Award dans la catégorie »Développement de projet« pour le lotissement »Schorenstadt«[39]
- 2013 : Prix de bronze à l'Econ Award ainsi que prix spécial pour le meilleur rapport de gestion[45]
- 2014 : »Tunnelling Contractor of the Year« pour la centrale de pompage-turbinage de Nant de Drance, qui a été élue »Major Project of the Year« par l'International Tunnelling & Underground Space Association (ITA-AITES)[46]
- 2019 : »Prix pour le développement d'une entreprise suisse en France« de la Chambre de commerce et d'industrie France-Suisse (CCIFS)[47]
- 2021 : distinction »Meilleure réputation« au Deutschlandtest[48]
- 2022 : 2ème place au Prix allemand de la construction[49],[50]
- 2022 : Distinction au concours »Deutschlands Digitale Vorreiter«dans la catégorie »Réputation technologique« par l'institut F.A.Z.[51]
- 2022 : Prix »Digital Champion« au Deutschlandtest[52]
- 2022 : Prix »Entreprises les plus innovantes« décerné par Deutschlandtest[53]

## Controverses
En raison de défauts de construction du Letzigrund-Stadion à Zurich, construit par Implenia et que l'entreprise a achevé dans des délais très serrés pour le Championnat d'Europe de football 2008, des procédures judiciaires ont été menées pendant dix ans contre l'entreprise. Le point de départ était des fissures et des soudures défectueuses sur les poutres en acier, ce qu'Implenia a contesté comme étant un « alarmisme ». La ville de Zurich craignait toutefois que le toit ne représente un danger pour les spectateurs et a sécurisé le toit à ses propres frais en installant des supports supplémentaires sur les tribunes. Les procédures ont pu être réglées en 2021 par un accord judiciaire dans lequel les deux parties se sont mises d'accord pour renoncer mutuellement à toutes les créances encore ouvertes,.